# Siergiej Niemczina
Siergiej Siergiejewicz Niemczina (ros. Сергей Сергеевич Немчина, ur. 1912, zm. 1978) – radziecki dyplomata.

## Życiorys
Członek WKP(b), 1943-1944 pracownik Ambasady ZSRR przy Rządach Alianckich w Londynie, 1946-1947 pracował w Ambasadzie ZSRR we Francji. Od 3 lipca 1947 do 19 grudnia 1950 ambasador nadzwyczajny i pełnomocny ZSRR w Syjamie/Tajlandii, od grudnia 1950 do września 1953 zastępca kierownika Wydziału Państw Azji Południowo-Wschodniej Ministerstwa Spraw Zagranicznych ZSRR, od 2 września 1953 do 22 lutego 1958 ambasador nadzwyczajny i pełnomocny ZSRR w Syrii, od lutego 1958 do lipca 1960 zastępca kierownika Wydziału Państw Bliskiego Wschodu MSZ ZSRR. Od lipca 1960 do 1962 poseł-radca Ambasady ZSRR we Francji, od 9 sierpnia 1962 do 19 listopada 1963 ambasador nadzwyczajny i pełnomocny ZSRR w Kongo-Léopoldville (obecnie Demokratyczna Republika Konga), od 8 marca 1963 do 19 czerwca 1964 ambasador nadzwyczajny i pełnomocny ZSRR w Burundi.